# A.C. Milan w roku 1902
Osiągnięcia i skład piłkarskiego zespołu A.C. Milan w roku 1902.

## Osiągnięcia
- Mistrzostwa Włoch: 2. miejsce

## Podstawowe dane
- Oficjalna nazwa klubu: Milan Cricket and Foot-Ball Club
- Siedziba klubu: Fiaschetteria Toscana, Via Berchet 1
- Boisko: Trotter
- Prezes klubu:  Alfred Edwards
- Trener zespołu:  Herbert Kilpin
- Kapitan drużyny:  Herbert Kilpin (sekcja piłkarska),  Edward Nathan Berra (sekcja krykieta)

## Skład zespołu
Bramkarze:
| Włochy | Giulio Ermolli |

Obrońcy:
| Szwajcaria | Hans Heinrich Suter |
| Szwajcaria | Luigi Wagner        |

Pomocnicy:
| Anglia | Samuel Richard Davies |
| Włochy | Daniele Angeloni      |
| Włochy | Carlo Ferrarese       |

Napastnicy:
| Niemcy | Johann Ferdinand Mädler |
| Anglia | Edward Wade             |
| Włochy | Ettore Negretti         |
| Włochy | Antonio Dubini          |
| Anglia | Herbert Kilpin          |